# Stráně nad Suchým potokem
Stráně nad Suchým potokem jsou přírodní památka necelý jeden kilometr východně od Encovan v okrese Litoměřice. Chráněné území s rozlohou 6,93 ha bylo vyhlášeno 4. července 2012. Důvodem jeho zřízení je výskyt polopřirozených suchých trávníků a facií křovin na vápnitém podloží s druhem brukev prodloužená pravá.

## Galerie

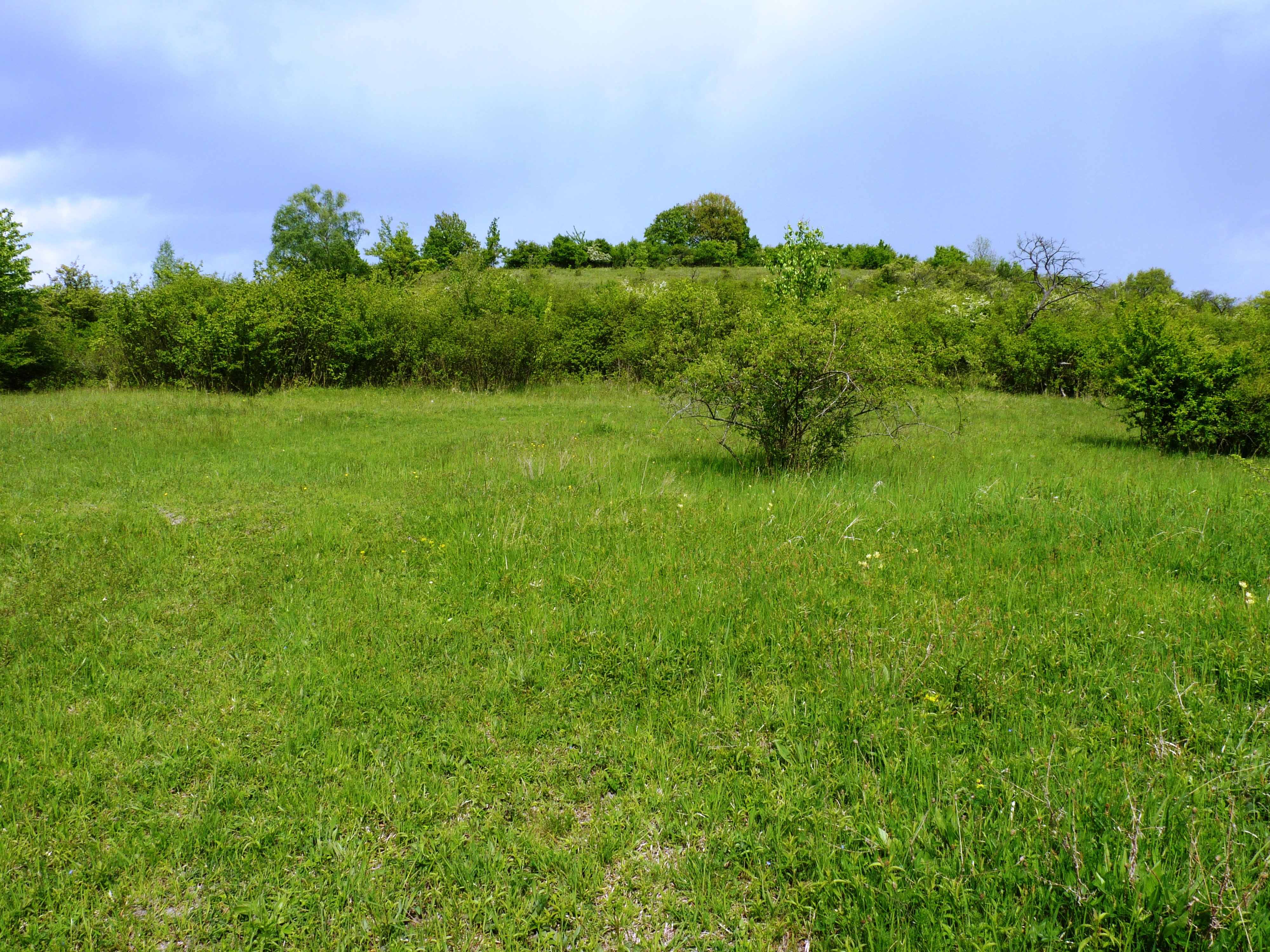
Křovinatá step
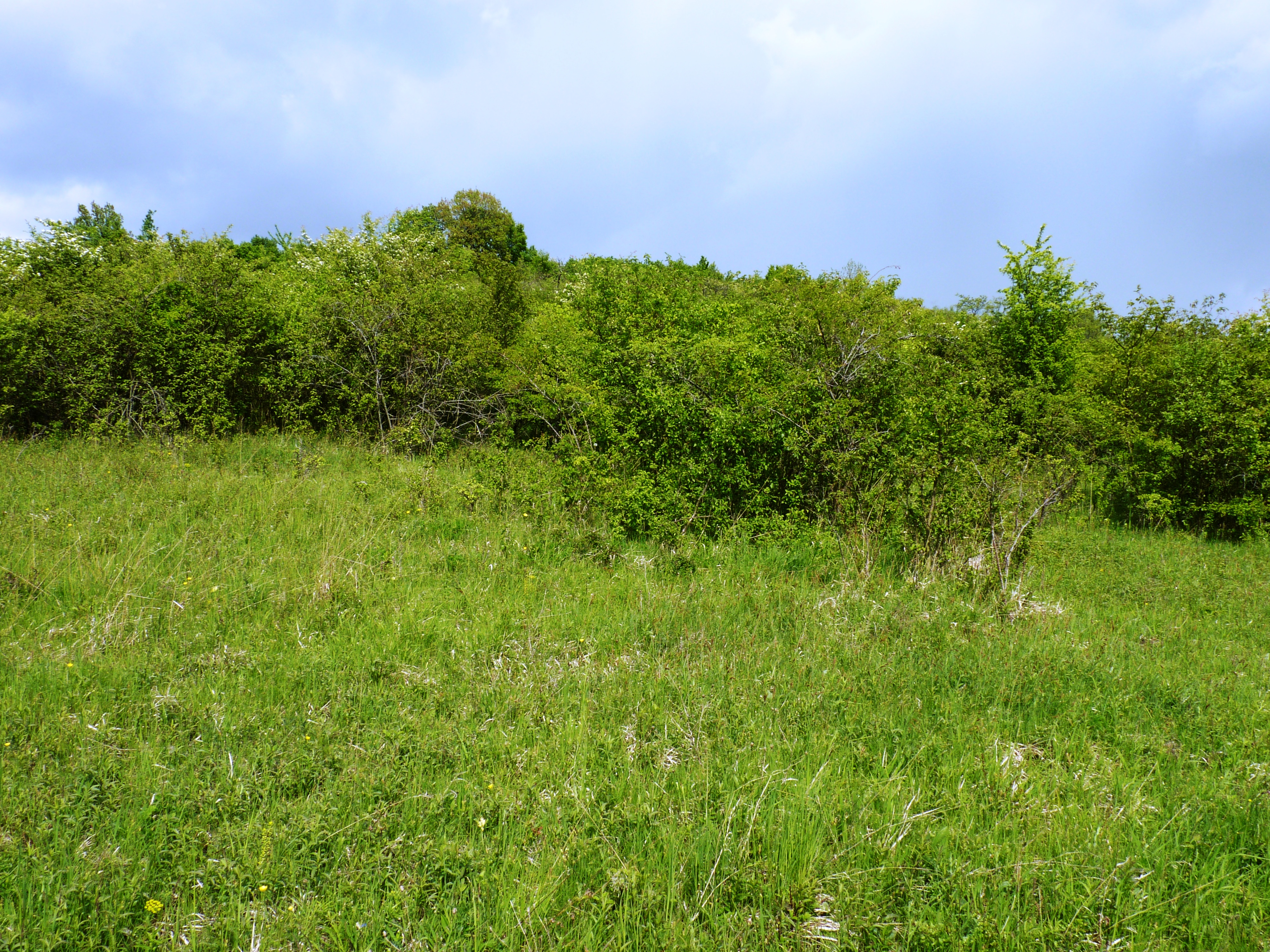
Keře
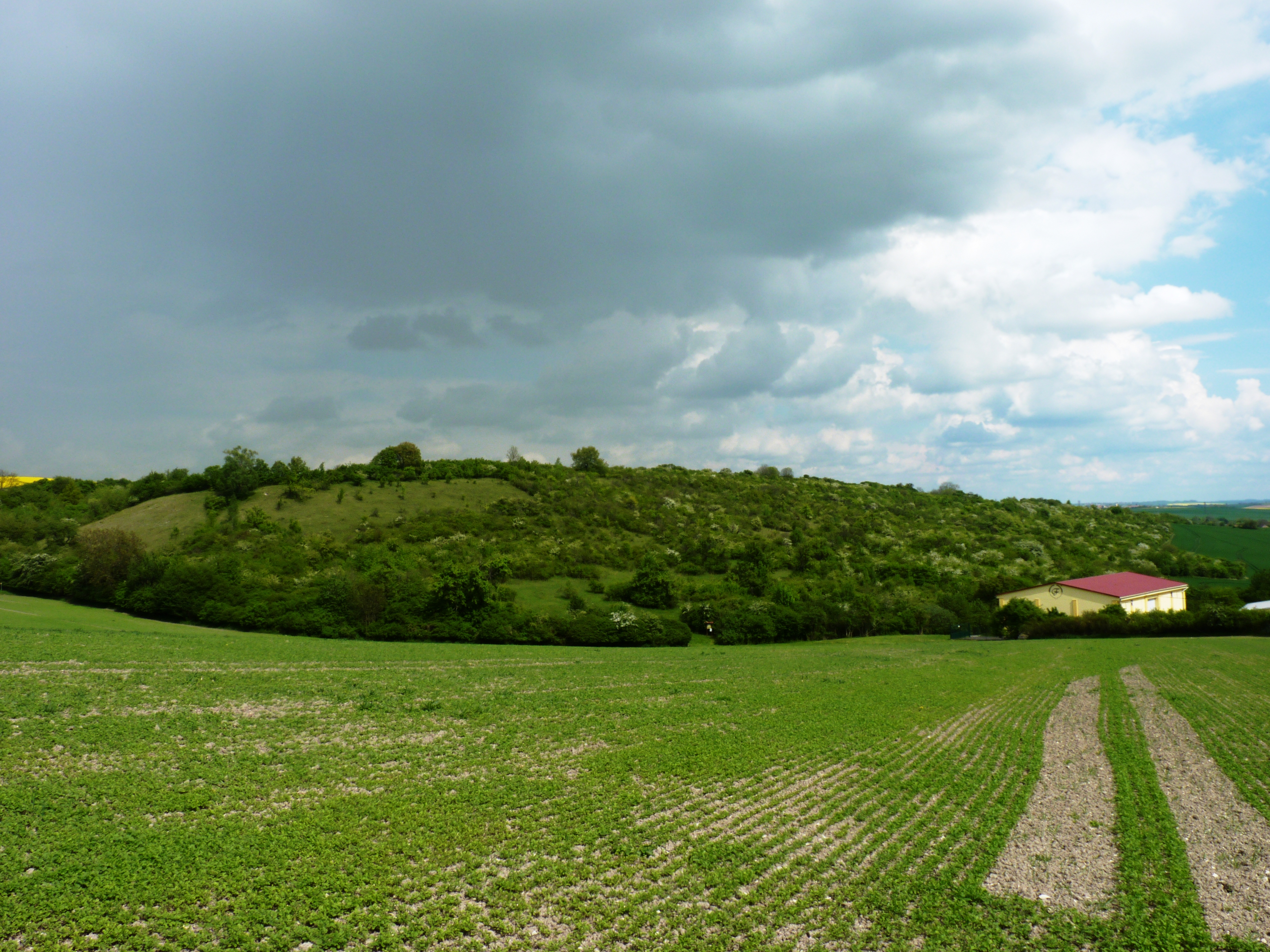
Celkový pohled